# Болдаков, Иннокентий Михайлович
Иннокентий Михайлович Болдаков (1846—1918) — русский филолог, переводчик и историк литературы (литературовед).

## Биография
Родился 26 ноября (8 декабря) 1846 года в купеческой семье. Его отец, М. А. Болдаков, в 1840 году открыл в Иркутске первую частную публичную библиотеку, которая действовала более десяти лет.
В 1863 году окончил Иркутскую гимназию и поступил вольнослушателем на историко-филологический факультет Императорского Санкт-Петербургского университета. В 1867 году уехал лечиться за границу, где слушал лекции в Карловом и Боннском университетах. Подготовил там кандидатское сочинение «Просветительная деятельность Оттона, епископа Бамбергского, среди славян в Померании», которое представил летом 1870 года на историко-филологический факультет Новороссийского университета.
После окончания университета, весной 1873 года вновь уехал за границу, где жил до весны 1877 года, слушая лекции и занимаясь изучением германских и романских языков в Гейдельберге, Галле и Париже. По возвращении из-за границы преподавал в Институте славянских стипендиатов.
В конце 1870-х годов он преподавал также на Высших женских курсах.
В апреле 1883 года поступил письмоводителем в канцелярию непременного секретаря Академии наук. С 16 мая 1885 года стал исполнять обязанности заведующего Отделением полиграфии и истории иностранной литературы Публичной библиотеки; 1 февраля 1887 года был переведён в штат на должность библиотекаря по отделу истории иностранной литературы (преимущественно французской). В начале 1909 года, имея 25 лет стажа и ввиду болезни, подал прошение об отставке и с 1 февраля 1909 года был уволен от занимаемой должности.
В «Журнале Министерства народного просвещения» 1880-х и 1890-х гг. напечатал ряд критических статей и рецензий; публиковался также в «Revue critique d’histoire et de littérature», «Деле», «Русской Речи», «Северном вестнике», «Русском обозрении», «Ниве» и других журналах.
Как переводчик известен переводами с французского на русский язык произведений Байрона, Лонгфелло, Ришпэна, Готье, Мюссе и других авторов; перевёл «Ассиро-вавилонскую литературу» А. Сэйса и составил к ней указатель (1879); перевёл, с введением к примечаниями сэра Томаса Смита «Путешествие и пребывание в России» (СПб., 1893) и «Сборник материалов по русской истории начала XVII века» (СПб., 1895); составил несколько глав во втором томе «Всеобщей истории литературы» Корша и Кирпичникова и библиографические примечания к «Всеобщей истории литературы» А. Штерна (СПб., 1885).
И. М. Болдаков подготовил и издал компилятивную «Историю французской литературы IX—XV веков» (СПб., 1887, при участии А. И. Кирпичникова).
Особое место в наследии Болдакова занимает подготовленный им единолично пятитомник «Сочинений» М. Ю. Лермонтова; редактировал и снабдил примечаниями первые три тома в издании Е. Гербек (Москва, 1891); из-за конфликта с издательством он снял с себя ответственность за 4-й и 5-й тома. Он является автором очерка о Лермонтове: М. Ю. Лермонтов (По поводу пятидесятилетия со дня его кончины) / [Соч.] К. Тр-н-кого [псевд.]. — Санкт-Петербург: типо-лит. Берман и Рабинович, 1895. — 47 с.
Также он написал несколько статей для «Энциклопедического словаря Брокгауза и Ефрона».
Умер в 1918 году, вскоре после октябрьской революции.